# Diana (cámara)

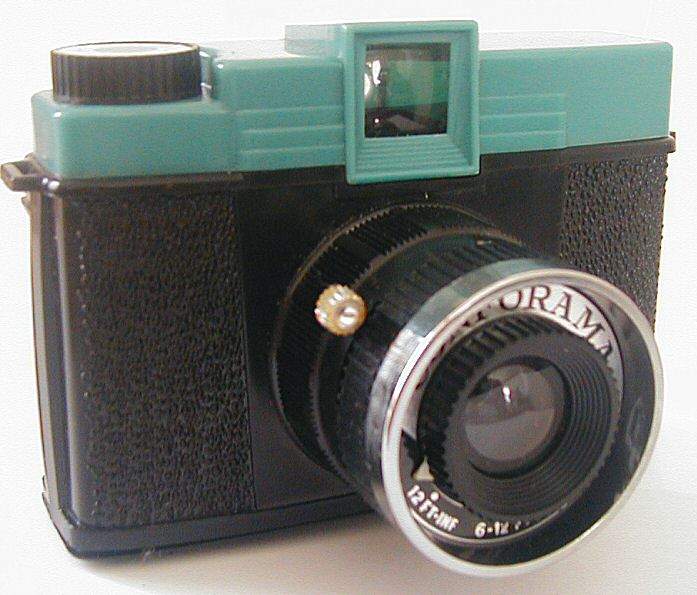
Cámara Diana

Diana es una cámara de juguete de los años 60. Está hecha a partir de una estructura y una lente de plástico, es por eso que se considera como un producto barato de baja calidad. Presenta algunos problemas relacionados con la película, la baja luminosidad que consigue entrar en el objetivo, entre otros. 
Primeramente se creó con la finalidad de ser un objeto barato de compra, incluso un juguete. Más adelante se le fueron dando otros usos de carácter artístico para conseguir fotografías con flou artístico o un toque impresionista.

## Historia[1]
La Diana se podría decir que es una cámara fenómeno o un icono de la cultura pop, coronándose como una de las más populares de todos los tiempos. Muchas generaciones de fotógrafos han utilizado esta humilde cámara para producir imágenes en películas de 120. 

### Revolución analógica
En los años 60, la Diana era una cámara peculiar producida por una pequeña fábrica con sede en Kowloon Bay, Hong Kong. Una de sus características más atractivas fue su construcción simple. Era una cámara de caja con una variedad de componentes hechos con materiales ligeros y fáciles de encontrar. A pesar de su construcción simple, destacó gracias a la capacidad de producir imágenes con un toque impresionista gracias a su flou artístico, que aportaba un toque suave. Por esas razones, el producto llegó a los consumidores y éstos que no dudaron en comprarla.

### De un juguete a una herramienta fotográfica
Muchos artistas y fotógrafos usaron la Diana como una herramienta fotográfica para explorar diferentes técnicas. Era una forma de nutrir la creatividad sin depender totalmente de las características de una cámara. Abrazaron las imperfecciones de la Diana e hicieron todo un estilo fotográfico a partir de su estética única.

### Mejoras posteriores
La Diana tenía muchas caras. Las variaciones venían en diferentes nombres, pegatinas, accesorios, envases e incluso colores. Una de las colecciones más grandes y más famosas de Diana perteneció a Allan Detrich, un fotógrafo con sede en Estados Unidos. Se dice que casi 200 Dianas han estado en la Colección Detrich.
Lomography vio lo que era la Diana y lo que podría llegar a ser. Teniendo en cuenta que se podía mejorar y fabricar con mejor calidad y mejores materiales, la cámara de caja humilde se rediseñó y se le dio un nuevo nombre: Diana +, que rinde homenaje a la original con nuevos estilos y colores con cada nueva edición. 
Todavía conservaba el estilo original 120, pero constaba de sensibilidades modernas. Lomography actualizó no solo el aspecto de la Diana original, sino también su sensación y funcionalidad. Los fotógrafos podían disfrutar de fotos únicas en diferentes formatos de película, como 35 mm con la Diana Mini, 110 con la Diana Baby y Fujifilm Instax Mini Film con la Diana Instant Back.
Lomography también inventó un montón de increíbles accesorios para llevar la experiencia Diana + a otro nivel. Los extras como el Splitzer, el Flash Diana, la lente ojo de pez, la lente de cristal premium de Diana +, la lente teleobjetivo suave de 110 mm y la lente gran angular hacían que los fotógrafos pudiesen tener el accesorio adecuado en cada momento.
Aun así, Lomography sabía que había más formas de mejorar la experiencia Diana + puesto que en la creatividad no hay límites, especialmente en el mundo analógico. Es por eso que Lomography está llevando la icónica estética de Diana a la fotografía instantánea de película cuadrada con la nueva Diana Instant Square.

## Características básicas[2]
| Película                  | 120 (4cm x 4cm) |
| Lente                     | Plástico        |
| Correa para el cuello     | Sí              |
| Objetivos intercambiables | Sí              |
| Cuerpo                    | Plástico        |
| Pilas                     | No              |
| Flash                     | No              |
| Velocidades de obturación | Fija - 1/60     |
| Viñeteado                 | Sí              |

## Evolución
La empresa Lomography ha creado algunas cámaras nuevas basadas en la Diana original. Destacan tres modelos inspirados en la primera cámara de los años 60:

### Diana F+[3]
La Cámara Diana F+ es un homenaje, hecho por la empresa Lomography, a la cámara Diana original, que Lomography desmontó para poder reproducirla minuciosamente desde la primera a la última pieza, sin olvidarse de mantener sus pequeñas imperfecciones y defectos.
Como la lente de la Cámara Diana F+ es de plástico, las imágenes que se obtienen con ella constituyen una dimensión propia dentro de la tendencia de la fotografía low-Q (baja calidad): borrosas, oníricas pero al mismo tiempo llenas de color.
Cuenta con dos velocidades de obturación (para fotos diurnas o nocturnas), dos tamaños de imagen, 12 fotos a fotograma completo (5,2 cm x 5,2 cm) o 16 imágenes cuadradas más pequeñas en el formato clásico de la Diana (4,2 cm x 4,2 cm). La Cámara Diana F+ también cuenta con una función Pinhole, para hacer fotos con el método de las cámaras estenopéicas, y con el ajuste Endlesss Panorama, que permite tirar una secuencia de fotogramas y crear una imagen panorámica.
La película de 120, o de medio formato, se llama así porque es mayor que el formato de 35 mm o de 135, pero menor que la película en hojas de 4 x 5 o de gran formato. Es importante señalar que esta película no es de 120 mm. Suele estar envuelta en un carrete de plástico y produce 12 o 16 imágenes, según la cámara y las máscaras que se utilicen. Esta película pertenece al mundo de las imágenes cuadradas, ideales para ampliaciones con su fino veteado y clara resolución. 
| SKU                          | hp700                                                  |
| Conexión de cable disparador | Solo con adaptador                                     |
| Tipo de pilas/baterías       | no battery needed                                      |
| Aperturas disponibles        | Pinhole, Cloudy= f8, Half-Shade= f11, Sunny= f16       |
| Velocidad de obturación      | 1/60 (N), Bulb (B)                                     |
| Distancia focal              | 75mm                                                   |
| Avance de película           | rueda                                                  |
| Conexión flash               | Diana Flash Plug                                       |
| Enfoque                      | Enfoque por zona                                       |
| Distancia de enfoque         | 1m - Infinity                                          |
| Contador de fotogramas       | pantalla volumen                                       |
| Material                     | Plástico                                               |
| Montura para trípode         | Sí                                                     |
| Medidor de luz               | No                                                     |
| Visor                        | Visor óptico directo                                   |
| Precio                       | Desde 39€ (sin flash) hasta 129€ (instantánea clásica) |

### Diana mini[5]
La cámara Diana Mini es la hermana menor de la Diana F+, produce las clásicas fotos cuadradas retro o rectangulares y usa película 35mm. 
| SKU                          | hp500                                       |
| Conexión de cable disparador | Sí                                          |
| Tipo de pilas/baterías       | No                                          |
| Aperturas disponibles        | Cloudy= f8 Sunny= f11                       |
| Velocidad de obturación      | Fixed 1/60 (N), Bulb (B)                    |
| Distancia focal              | 24mm                                        |
| Avance de película           | rueda                                       |
| Conexión flash               | Diana Flash Plug                            |
| Enfoque                      | Enfoque por zona                            |
| Distancia de enfoque         | 0.6m - Infinity                             |
| Contador de fotogramas       | Auto Reset                                  |
| Material                     | Plástico                                    |
| Montura para trípode         | No                                          |
| Medidor de luz               | No                                          |
| Visor                        | Visor óptico directo                        |
| Precio                       | Desde 49€ (sin flash) hasta 99€ (con flash) |

### Diana Instant Square[6]
La Diana Instant Square proporciona todos los colores llamativos, viñetas suaves y magníficos efectos analógicos de la cámara Diana original. Es completamente manual para poder conseguir total libertad creativa: jugar con diferentes ajustes de enfoque y apertura para obtener resultados artísticos. Además, está provista de una carcasa retro que rinde homenaje al icónico diseño azul y negro de la Diana original. 
Las características de la Diana Instant Square son las siguientes:
- Estética de la Legendaria Diana: colores fuertes y saturados; viñetas ricas y efectos impredecibles que hicieron de su predecesora del 1960 un clásico analógico.
- Formato de Película Instantánea Cuadrada: paquete de Película Fujifilm Instax Square Film.
- Totalmente Manual: configuración totalmente manual para llevar las habilidades fotográficas de cada fotógrafo al próximo nivel.
- Aperturas Ajustables: se puede escoger entre distintas aperturas - "soleado" (f/32), "parcialmente nublado" (f/19), "nublado" (f/11), y pinhole (f/150).
- Sistema Intuitivo de Enfoque por Zonas: cambiar fácilmente entre 1–2 m, 2–4 m y 4 m–infinito.
- Velocidad de Obturación Fija: N (1/60), B (Modo Bulb, Ilimitado).
- Modo Bulb: opción que permite mantener el obturador abierto todo el tiempo necesario para capturar increíbles escenas nocturnas o light paintings.
- Función Pinhole: creación imágenes dulces y soñadoras que recordarán a los primeros días de la fotografía.
- Modo de Exposiciones Múltiples Ilimitadas: capturar en un mismo marco todas las escenas que el fotógrafo quiera.
- Montura para Zapata: conectar una amplia gama de flashes, incluso el flash original de la Diana F+.
- Espejo Selfie: para poder realizar autorretratos.
- Visor Desmontable: visores especiales optimizados para cada una de las lentes para saber exactamente qué hay en tu marco.
- Variedad de Lentes: se pueden usar cualquiera de las lentes intercambiables que se crearon para la Diana F +, es decir, un teleobjetivo de 110 mm, lente de cristal de 75 mm, lente ojo de pez de 20 mm, lente gran angular de 55 mm y lente súper gran angular de 38 mm.
- Rosca del Filtro Estándar para un Número Ilimitado de Opciones Artísticas: la Diana Instant Square está equipada con una rosca de filtro estándar, lo que significa que es compatible con muchos más accesorios como la lente retrato y gran angular de la Lomo'Instant Square y los filtros de color, de densidad neutra y de estrella, etc.

| Formato de Película                | Película Fujifilm Instax Square                                                                                   |
| Tamaño de la película              | 86 mm × 72 mm |
| Área de Exposición                 | 62 mm × 62 mm |
| Obturador                          | Manual N/B |
| Velocidad del Obturado             | N (1/60), B (Modo Bulb, Ilimitado)                                                                                |
| Apertura                           | Ajustes manuales, nublado (f/11), parcialmente soleado (f/19), soleado (f/32), pinhole (f/150)                    |
| Mecanismo de ejecución de película | Motorizado |
| Contador de Película               | Sí, automático |
| Exposiciones Múltiples             | Ilimitado |
| Flash                              | Flash Diana F+ (con adaptador, incluido en el paquete), zapata para flash (con adaptador, incluido en el paquete) |
| Montura para Trípode               | Sí |
| Espejo Selfie                      | Sí |
| Visor                              | Reverse-Galilean, desmontable                                                                                     |
| Baterías                           | 4 × AAA baterías (no incluidas)                                                                                   |
| Dimensiones                        | 140 mm(alt) × 115 mm(anch) × 98 mm(prof)                                                                          |
| SKU                                | dsq650 |
| Conexión de cable disparador       | No |
| Tipo de pilas/baterías             | 4 x AAA |
| Aperturas disponibles              | Manual settings, cloudy (f/11), partly sunny (f/19), sunny (f/32), pinhole (f/150)                                |
| Velocidad de obturación            | N (1/100), B (Bulb Mode, Unlimited)                                                                               |
| Distancia focal                    | 75 mm (Kit Lens, 38 mm equivalent)                                                                                |
| Avance de película                 | automático |
| Conexión flash                     | attribute_value_Diana Flash plug & Hotshoe adapter                                                                |
| Enfoque                            | Enfoque por zona                                                                                                  |
| Distancia de enfoque               | 1-2 m / 2-4 m / 4 m-infinity                                                                                      |
| Contador de fotogramas             | Automático |
| Material                           | Plástico |
| Medidor de luz                     | No |
| Visor                              | attribute_value_Reverse Galilean, detachable                                                                      |
| Precio                             | Desde 99€ hasta 139€ (con flash edición Adriano)                                                                  |